# Jennifer Tilly
Jennifer Tilly, właśc. Jennifer Ellen Chan (ur. 16 września 1958 w Los Angeles) – amerykańsko-kanadyjska aktorka i pokerzystka.

## Życiorys

### Wczesne lata
Urodziła się w Harbor City, dzielnicy w regionie Los Angeles jako druga z czworga dzieci Patricii Ann (z domu Tilly), kanadyjskiej nauczycielki, i Harry’ego Chana, sprzedawcy używanych samochodów – Amerykanina pochodzenia chińskiego. Miała starszego brata Steve’a oraz dwie młodsze siostry, Margaret „Meg” i Rebeccę. Kiedy miała pięć lat, jej rodzice rozwiedli się. Zamieszkała z matką i ojczymem – hippisem Johnem Wardem w Kolumbii Brytyjskiej. Dorastała w Western Canada. W 1976 ukończyła Belmont High School w Langford w Victorii. Studiowała potem dramat w Stephens College w Columbia, w stanie Maryland.

### Kariera
Po gościnnym udziale w sitcomie ABC Oh Madeline (1983) z Madeline Kahn i serialu NBC Boone (1983) z Barrym Corbinem, przyjęła rolę Shannon Winters w sitcomie ABC Kształtowanie (Shaping Up, 1984) u boku Lesliego Nielsena. Po raz pierwszy pojawiła się na kinowym ekranie w komedii romantycznej Wielkie uczucie (No Small Affair, 1984) z Demi Moore. Powróciła na szklany ekran w serialach NBC – Posterunek przy Hill Street (Hill Street Blues, 1984, 1985) i Detektyw Remington Steele (Remington Steele, 1985), sitcomie NBC Zdrówko (Cheers, 1986) oraz serialu ABC Na wariackich papierach (Moonlighting, 1989).
Kreacja dziewczyny znanego gangstera, pozbawionej talentu artystki musicalowej Olive Neal w komedii kryminalnej Woody’ego Allena Strzały na Broadwayu (Bullets Over Broadway, 1994) przyniosła jej nominację do Oscara dla najlepszej aktorki drugoplanowej. Uznanie zdobyła także rolą delikatnej Violet mieszkającej wraz z cynicznym i nieobliczalnym gangsterem w dramacie kryminalnym braci Wachowskich Brudne pieniądze (Bound, 1996), za którą została uhonorowana nagrodą International Fantasy Film na festiwalu filmowym w Porto, zdobyła nominację do nagrody Saturna jako najlepsza aktorka drugoplanowa i nominację do nagrody MTV za najlepszy pocałunek z Giną Gershon. Za postać mrocznej Tiffany w komediowym horrorze Narzeczona laleczki Chucky (Bride of Chucky, 1998) odebrała nagrodę na Fantafestival w Rzymie oraz otrzymała drugą w karierze nominację do nagrody Saturna.
W 1993 została uhonorowana nagrodą Theatre World za występ w produkcji off-broadwayowskiej jako Clio w spektaklu One Shoe Off. W 2001 wystąpiła na Broadwayu jako Crystal Allen w sztuce Kobieta (2001) z Lynn Collins i Jennifer Coolidge oraz w roli Suzanne – kochanki Bernarda w komedii Marca Camolettiego Nie ubieraj się na kolację (Don’t Dress for Dinner, 2012).

### Poker
Jennifer Tilly 27 czerwca 2005 roku wygrała kobiecy turniej z serii World Series of Poker w odmianie Texas Hold’em, zdobywając bransoletkę oraz 158 625 dolarów wygranej. 1 września 2005 zwyciężyła w innym kobiecym turnieju – Ladies' Night, odbywającym się w cyklu World Poker Tour.

## Życie prywatne
Była żoną Sama Simona (1984–1991). Spotykała się z Lou Diamondem Phillipsem (1992). Związana z irlandzkim profesjonalnym pokerzystą Philem Laakiem (ur. 1972).

## Filmografia
- 1992: Cień wilka – Igiyook
- 1994: Strzały na Broadwayu – Olive Neal
- 1994: Ucieczka gangstera – Fran Carver
- 1996: Brudne pieniądze – Violet
- 1997: Kłamca, kłamca – Samantha Cole
- 1997: Kobiety mafii (Bella Mafia) – Moyra Luciano
- 1998: Narzeczona laleczki Chucky – Tiffany
- 1999: Niemy świadek – Cathryn Richmond
- 1999: Stuart Malutki – pani Camille Stout (głos)
- 2001: Potwory i spółka – Celia Mae (głos)
- 2003: Nawiedzony dwór – Madame Leota
- 2004: Święty Ralph – pielęgniarka Alice
- 2004: Rogate ranczo – Grace (głos)
- 2004: Laleczka Chucky 5: Następne pokolenie – Tiffany (głos)/ona sama
- 2005: Miliony Baileya – Dolores Pennington
- 2005: Kraina traw – królowa Gunhilda
- 2008: Rozdanie – Karen „Razor” Jones
- 2013: Klątwa laleczki Chucky – Tiffany